# キリンフリー
キリンフリー（KIRIN FREE）は、麒麟麦酒株式会社が製造・販売していたノンアルコールの炭酸飲料。製造工場は滋賀工場・取手工場・岡山工場。

## 概要
麒麟麦酒も以前から超低アルコール飲料「キリンモルトスカッシュ」を販売していたが、アルコール分がわずかに（0.5%）含まれていた。
一方、2006年の福岡飲酒運転事故を契機に飲酒運転が社会問題として大きくクローズアップされた。2007年には道路交通法改正により、飲酒運転者への罰則が強化されただけでなく、同乗行為や酒類の提供者も罰則の対象となった。飲酒運転撲滅を訴える世論の高まりから、アルコール分を含まないビールテイスト飲料の需要を見込んだ麒麟麦酒は、モルトスカッシュに代わるアルコール分0.00%のビールテイスト飲料を開発。商品名を「キリンフリー」として2009年4月から発売した。
麒麟麦酒によるビールテイスト飲料カテゴリーにおける調査では、世界初のアルコール分0.00%のビール風味炭酸飲料である。また麒麟麦酒は、警察庁科学警察研究所の論文を元にした自動車運転シミュレーションで、キリンフリーを飲んでの運転の安全性を実証した。
発売当初は350ml缶と、飲食店向けの334ml小瓶の2種で、滋賀工場と栃木工場の2ヶ所で生産を行い、発売初年の年間販売目標を63万ケース（1ケースは633mlの大瓶20本で換算。約8,000kl）としていた。しかし、発売初年の初月（2009年4月）だけで年間販売目標の半分を超える約34万ケース（約4,300kl）を販売。これを受けて5月には年間販売目標を97万ケース増の160万ケース（約20,250kl）に上方修正、生産ラインも大幅に強化した。その後も勢いは止まらず、同年8月に前回比90万ケース増の250万ケース（約31,650kl）、同年10月には前回比100万ケース増の350万ケース（約45,000kl）と2度の上方修正を行い、発売初年最終販売実績は400万ケースを達成した。このヒットを受けるように、同年9月に500ml缶と500ml中瓶を追加し、4サイズとなった。同年12月にリニューアル（同時期製造分より順次切り替え）が行われ、後味の甘みや酸味を改善し、より爽やかな味わいとなった。
2010年2月には春の全国交通安全運動に合わせ、瓶入りを期間限定で「ハンドルキーパーびん」に切り替え。本製品の発売を契機に2009年9月に当社も「ハンドルキーパー運動」を支援することとなり、同運動の認知拡大・浸透を図るため、ネックマーク部にハンドルキーパーマークをデザインした。この「ハンドルキーパーびん」は同年7月、2009年秋にも期間限定で発売した。
2010年12月に2度目のリニューアルを実施（同時期製造分より順次切り替え）。仕込の段階で用いる麦汁を食物繊維や苦味料などの副材料を用いない麦芽100%に変更（ただし一番搾りなどとは異なり、その後の工程で糖類や酸味料などが加えられている為、完全に麦芽100%ではない）。より一層麦芽の味や香りを楽しめるおいしさとなった。なお、発売開始当初から本製品の製造を行っていた栃木工場が生産拠点の再編により閉鎖され、同工場で生産されていた分は茨城県にある取手工場に移管された。
2011年6月には好調な販売を受けて岡山工場でも本製品の生産を開始し、生産拠点は3ヶ所となった。同年8月には500ml缶に6缶パックを追加設定した。同年9月には海外子会社を通じ、アメリカ西海岸でのテスト販売を開始（当初は同年3月から実施する予定だったが、実施直前に発生した東日本大震災の影響で延期となっていた）。モータリゼーションがもっとも発達した地域の一つであり、市場調査の結果により日本国内同様にノンアルコール・ビールテイスト飲料の需要があり、飲用シーンが広がる可能性があることから、テスト販売を行うこととなった。334ml小瓶のみの設定で、業務用市場を中心に展開される。
2012年1月に3度目のリニューアルを実施（同時期製造分より順次切り替え。同時に中瓶は生産終了）。人工甘味料・合成香料・酸化防止剤を無添加にしたことで雑味や甘みを抑えたほか、発売以来初めてパッケージデザインを刷新。背景に緑を採用したロゴデザインは従来通りだが、よりカジュアルで洗練されたデザインにするため、白基調に変更された（当項目に掲載されている画像は2010年以前の350ml缶）。
2013年3月に4度目のリニューアル。発売開始から約4年が経ち、味覚に対する評価が課題となっていた現状を踏まえ、全面改良を実施。仕込段階で麦汁の製造工程を一から見直すとともに、ホップの品種を変え、添加するタイミングを麦汁煮沸前に切り替えたことでビールらしい苦みと麦の香りが生きた味覚を実現。また、香料も見直したことで喉ごしもよくなった。パッケージデザインは以前のものを踏襲するが、オーバルを大きくしたほか、発売当初用いていたパッケージ下部の金のラインが復活した。また、より気軽に飲みたい方や少しだけ飲みたい方のニーズに応えるべく、新たに小容量サイズの250ml缶を追加し、サイズラインナップは再び4サイズとなった。
麒麟麦酒は、アルコール分0.00%なので法律上の問題はないと説明しているものの、（満19歳以下の）未成年者が飲用すると、アルコール入りビールの飲用を誘発しかねないため、推奨していない。よって、ラベルには「この製品は20歳以上の方の飲用を想定して開発しました」という説明が書いてある。同じ理由でファミリーマートなど一部コンビニエンスストアでは未成年者への本品の販売を拒否している。
2017年9月末を以ってオリジナルのキリンフリーは製造終了・出荷終了し、同年12月末を以って販売終了となった。同年4月より販売を開始したキリンゼロイチが事実上の後継商品となり、既存の横展開商品のパーフェクトフリーはこれまで通り併売となる（その後、カラダFREEやグリーンズフリーといった横展開商品がそれぞれ追加された）。

## 商品の特徴
| 麦芽                                       |
| 食物繊維 （2010年以前のみ）                |
| 果糖ぶどう糖液糖                           |
| グルコオリゴ糖 （2011年～2012年版）        |
| 水あめ （2013年）                          |
| ホップ                                     |
| 酸味料                                     |
| 香料                                       |
| 調味料（アミノ酸） （2012年以前のみ）      |
| 酸化防止剤（ビタミンC） （2011年以前のみ） |
| 苦味料 （2010年以前のみ）                  |
| 甘味料（アセスルファムK） （2010年版のみ） |

| エネルギー | 16→16→18→11 kcal          |
| たんぱく質 | 0.1 - 0.3→0 - 0.3 g       |
| 脂質       | 0 g                       |
| 糖質       | 3.3→3.1→4.2→2.7 g         |
| 食物繊維   | 1.2→1.2→0 - 0.1→0 - 0.1 g |
| ナトリウム | 0 - 10 mg→0 - 4mg         |

以下は、350ml缶の、その他記載事項。
- 「0」（数字）の大きなロゴ
- 「KIRIN'S INNOVATION.（2011年版以前）」「THE ALCOHOL-FREE BEERTASTE BEVERAGE.」
- 「REFRESHING AND RICH TASTE FOR YOUR FREE LIFE!」
- 「ALCOHOL FREE ORIGINAL YEAST-FREE PROCESS（2010年版以前）」
- 「麦芽100%麦汁使用 ～MADE WITH ALL MALT WORT～（2011年版～2012年版）」
- 「キリンのビール醸造技術から生まれた、爽快なキレと飲みごたえのノンアルコール」
- 「この製品は20歳以上の方の飲用を想定して開発しました。」
- 「カロリーオフ」

### 製法
新製法によりアルコールは生成されない。酵母を全く使用しないので、発酵しない。麦汁製造技術と香味調合技術を駆使。グループ会社キリンビバレッジの技術協力も得て、飲みごたえのある味わいに仕上げているという。

## CMキャラクター
現在
- （2017年6月現在該当なし）

過去
- 瑛太 - 発売当初から2013年2月までCMに出演
- 杏 - 2013年2月まで瑛太と共演
- クルム伊達公子
- 古閑美保
- 山崎まさよし
- 小泉今日子 - 「ずっとキリンフリーの人」として出演。かつては「キリンラガービール」のCMに登場していた。
- 藤本美貴 - 「今はキリンフリーじゃない人」として出演
- 阿部サダヲ - 「ずっとキリンフリーじゃない人」として出演

## 時報CM
- キリンフリーのCMはラジオでの時報CMでもおこなわれている。JFN系列局で平日の10時～12時の昼前の時報が対象である。ドライバー向けとランチに関するバージョンがあり、FMの聴取者を意識したものとなっている。

## CM曲
- プロポーズ大作戦（作曲：キダ・タロー） - 往年の恋愛バラエティ番組『プロポーズ大作戦』（ABCテレビ）のテーマ曲で知られるインストゥルメンタル曲で、CMには2009年12月放送分まで使用。
- スタンド・バイ・ミー（ジョン・レノンによるカヴァーバージョン） - 2010年1月から一時使用。
- フリーダム - 1985年のワム!のヒット曲。伊達が出演するバージョンで使用。
- 君が好き（坂本九の曲をCM出演者の山崎まさよしがカヴァーした。作詞：永六輔・作曲：中村八大）- 2012年3月より一時使用。
- スマイル (チャールズ・チャップリンの曲) - 2013年3月から小泉・阿部・藤本出演のCMに使用。CM用に（小泉・藤本以外の歌手による）ボーカルと演奏を収録した。